# Theresia af Ugglas
 Sofia Theresia (Thérèse) af Ugglas, född 11 oktober 1793 i S:t Petersburg, död 29 april 1836 i Paris, var en svensk grevinna, målare och tecknare.
Hon var dotter till fältmarskalken Curt Bogislaus Ludvig Christoffer von Stedingk och Ulrika Fredrika Ekström och från 1812 gift med statsrådet Pehr Gustaf af Ugglas samt mor till Carolina Fredrika Theresia Cederström och mormor till Gustaf Olof Cederström och farmor till Sofia Elisabet Sörensen samt syster till Marie von Stedingk. Hon gjorde sig bemärkt som en av dåtidens största skönheter och begåvning inom en rad skilda ämnen. Esaias Tegnér skrev 1823 omdömet Grefvinnan Ugglas är gjord af idel qvicksilfver efter att de träffats första gången. Ugglas var en talangfull konstnär och målade porträtt och kopior efter äldre mästares verk. Johan Gustaf Sandberg målade av henne när hon står framför sitt staffli och målar ett dubbelporträtt.